# Bombardier HHP-8
La locomotive électrique HHP-8 est construite par le consortium Bombardier Transport - Alstom. Le nom vient de High Horse Power - 8000 (Grand nombre de Chevaux-vapeur - 8 000 cv). Ces locomotives remplacent les GE E60 (en), construites par General Electric, et s'ajoutent aux vieillissantes AEM-7 (en) produites par General Motors pour desservir le trajet Boston-Washington. Elles sont utilisées par Amtrak pour ses trains de passagers Amfleet et par le Maryland Rail Commuter (MARC) pour sa ligne Penn Line entre Perryville (Maryland) et Washington, DC. Ces locomotives sont similaires à celles des trains rapides Acela, du même manufacturier, mais leur devant est plus court et compact. On retrouve également un attelage et un réceptacle pour les prises de courant à l'air libre alors que ceux de l'Acela sont cachés derrière un couvercle. 
Durant les tests préliminaires de 1999 et 2000, elles ont eu certains problèmes dus à la variation de la tension électrique d'une section à l'autre du corridor Boston-Washington malgré leurs systèmes conçus pour prendre en charge ces variations. Elles ont eu également des fissures dans les bogies que les experts en sécurité ont trouvé difficiles à déceler en opération réelle. En août 2002, les HHP-8 ont eu des problèmes de fissures dans les attaches entre les bogies et leurs amortisseurs, comme sur les trains Acela. Tout cela a mené à un retrait temporaire pour corriger les problèmes dont une reconfiguration des attaches.
Les avaries récurrentes des locomotives HHP-8 décident Amtrak à mettre fin prématurément à leur carrière. Amtrak a donc commandé auprès du constructeur Siemens 70 locomotives ACS-64 (en) (dérivées de la gamme EuroSprinter et Vectron) qui remplaceront les HHP-8 et d'autres locomotives plus anciennes (AEM-7). Les HHP-8 ont cessé de circuler sur le réseau américain depuis le 7 novembre 2014. 